# Нофо (Бреша)
Нофо је насеље у Италији у округу Бреша, региону Ломбардија.
Према процени из 2011. у насељу је живело 84 становника. Насеље се налази на надморској висини од 821 м.